# Las Vegas Quicksilvers
I Las Vegas Quicksilvers furono una franchigia calcistica statunitense, con sede a Las Vegas.

## Storia

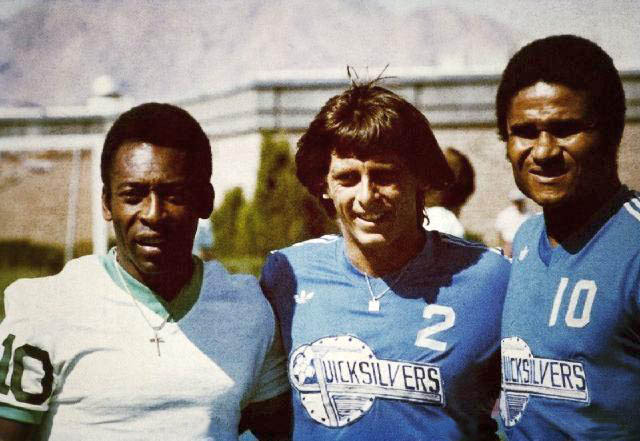
Pelé (il primo da sinistra) con i Quicksilvers Brian Joy e Eusébio nel 1977.

La franchigia dei San Diego Jaws si trasferì a Las Vegas nel 1976 per dare origine ai Las Vegas Quicksilvers. Nella North American Soccer League 1977, sotto la guida tecnica di Derek Trevis, concluse la Southern Division della Pacific Conference all'ultimo posto. I proprietari della franchigia al termine della stagione decisero di riportare la squadra a San Diego, dando origine ai San Diego Sockers.